# Pastinakenpüree

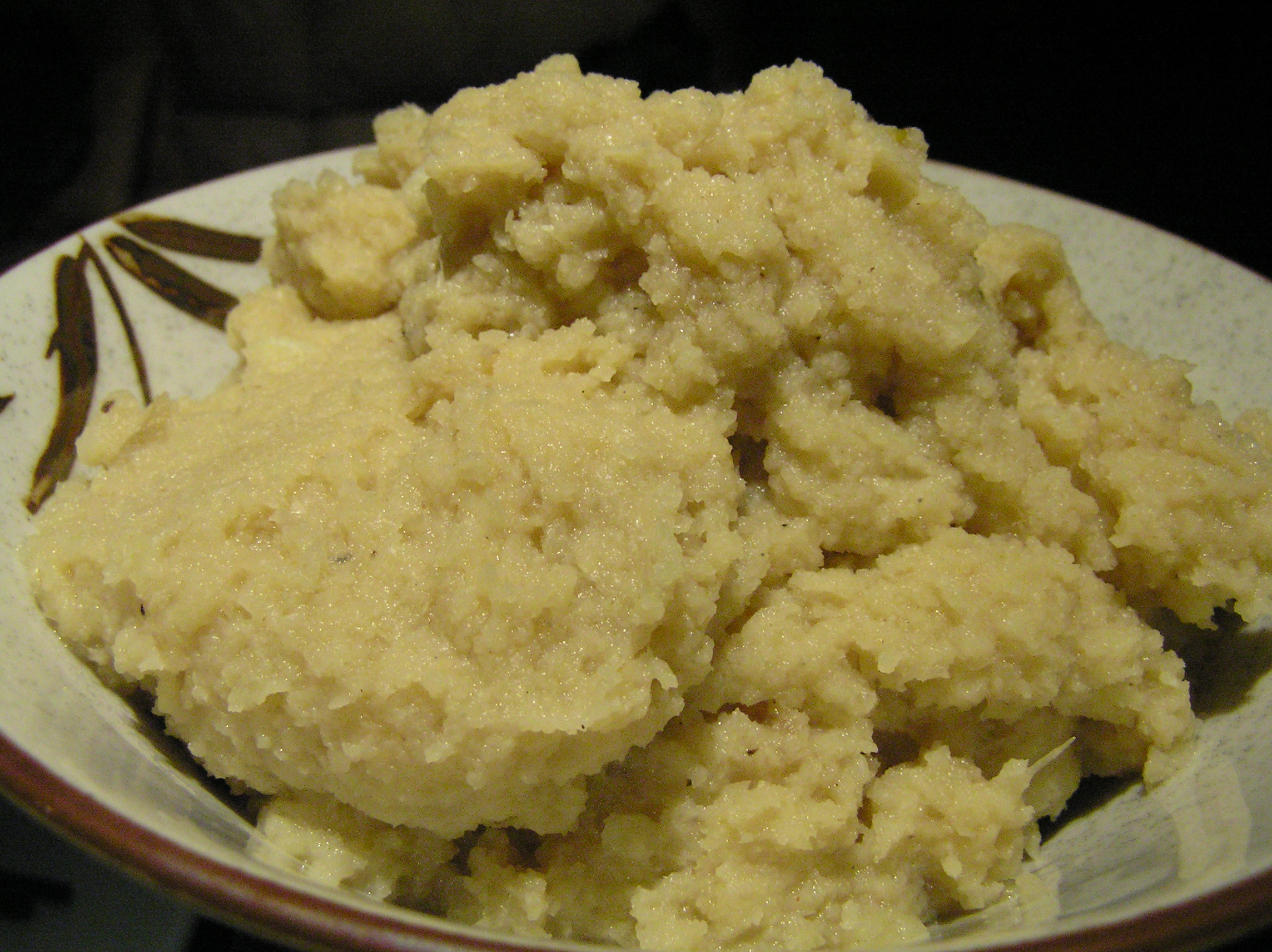
Pastinakenpüree und Blumenkohl

Pastinakenpüree (Mashed parsnips) ist eine Beilage der englischen Küche mit typisch würzig-süßlichem Geschmack. Es wird vor allem zu gegrilltem oder gebratenem Fleisch serviert.
Zur Zubereitung werden Pastinakenwurzeln in Stücke geschnitten, in Fleischbrühe sehr weich gekocht, püriert, mit Salz, Pfeffer und Muskat gewürzt und mit Butter vollendet.
Ähnliche Pürees können auch aus Petersilienwurzeln oder Knollensellerie hergestellt werden.